# Hemaris diffinis
Hemaris diffinis is een vlinder uit de familie van de pijlstaarten (Sphingidae). De spanwijdte bedraagt tussen de 32 en 50 millimeter.
De vlinder komt voor het gehele Nearctisch gebied. De vliegtijd loopt van maart tot en met augustus. In die tijd komen twee generaties tot ontwikkeling.
Het uiterlijk van de vlinder doet denken aan een hommel. Door deze vorm van mimicry verkrijgt de vlinder een bepaalde bescherming tegen hongerige vogels.
De waardplanten van de rupsen zijn soorten van de geslachten Symphoricarpos, Lonicera en Apocynum. Het leefgebied bestaat meestal uit open graslanden bij waterstromen, maar ook tuinen en parken. Daar drinkt de vlinder de nectar van planten uit de geslachten Lantana, Lonicera en Pilosella.